# 王妃シャーロットの肖像
『王妃シャーロットの肖像』（おうひシャーロットのしょうぞう、 Portrait of Queen Charlotte）は、イギリスの画家、トーマス・ローレンス（1869-1830）の油絵作品である。ロンドンのナショナル・ギャラリーが所蔵している。イギリス国王ジョージ3世の王妃、シャーロット・オブ・メクレンバーグ＝ストレリッツ（1744-1818）の肖像画である。

## 説明
作者のローレンスは若くから才能を表し、1787年に18歳でロンドンに移る前の数年間、サマセット州バースで社交界の人々の肖像画を描いて人気を得ていた。シャーロット王妃を描いたのは20歳の時で、これは彼にとって初めての大作の注文であり、イギリス王室のメンバーを描いた最初の作品であった。1788年にウィンザー城で描かれ、背景には近くのイートン・カレッジが描かれている。
王妃シャーロットは、ジョージ3世と1961年9月に結婚し、その2週間後にジョージ3世とともに戴冠式を迎えた。1762年にジョージ4世は生まれていたが、結婚したすぐ後からジョージ3世には精神的な疾患の発症が見られ、作品が描かれた1788年の夏に長い症状が現れジョージ3世は保養地のチェルトナムで静養した。この心労がこの作品の王妃シャーロットの表情に現れているとされる。
この作品は1789年のロイヤル・アカデミー・オブ・アーツの展覧会で展示され、評価は高かったが、国王や女王はこの作品を気に入らず、買い上げられてロイヤル・コレクションに入ることはなかった。ほどなく、ローレンスはイギリスを代表する肖像画家となり、王太子ジョージが摂政王太子としてイギリスを統治した時代に、政治家たちを描き、ナポレオン戦争に勝利した後のヨーロッパの指導者たちを描くように依頼された。
シャーロット王妃は北ドイツの領主、メクレンブルク家の出身で、王妃の7代前の祖先にマルガリータ・デ・カストロ・スーザ（Margarita de Castro e Sousa: 1440年ころ生まれ）というアフリカ系の女性がいて、シャーロット王妃がアフリカ系の先祖を持つ最初のイギリス王室のメンバーであるという議論がされている。アラン・ラムゼーが1761年頃に描いたシャーロット王妃の肖像画は、アフリカ系の女性の顔の特徴が見られるともされるが、本作にはそのような特徴は見られない。

## 参考画像

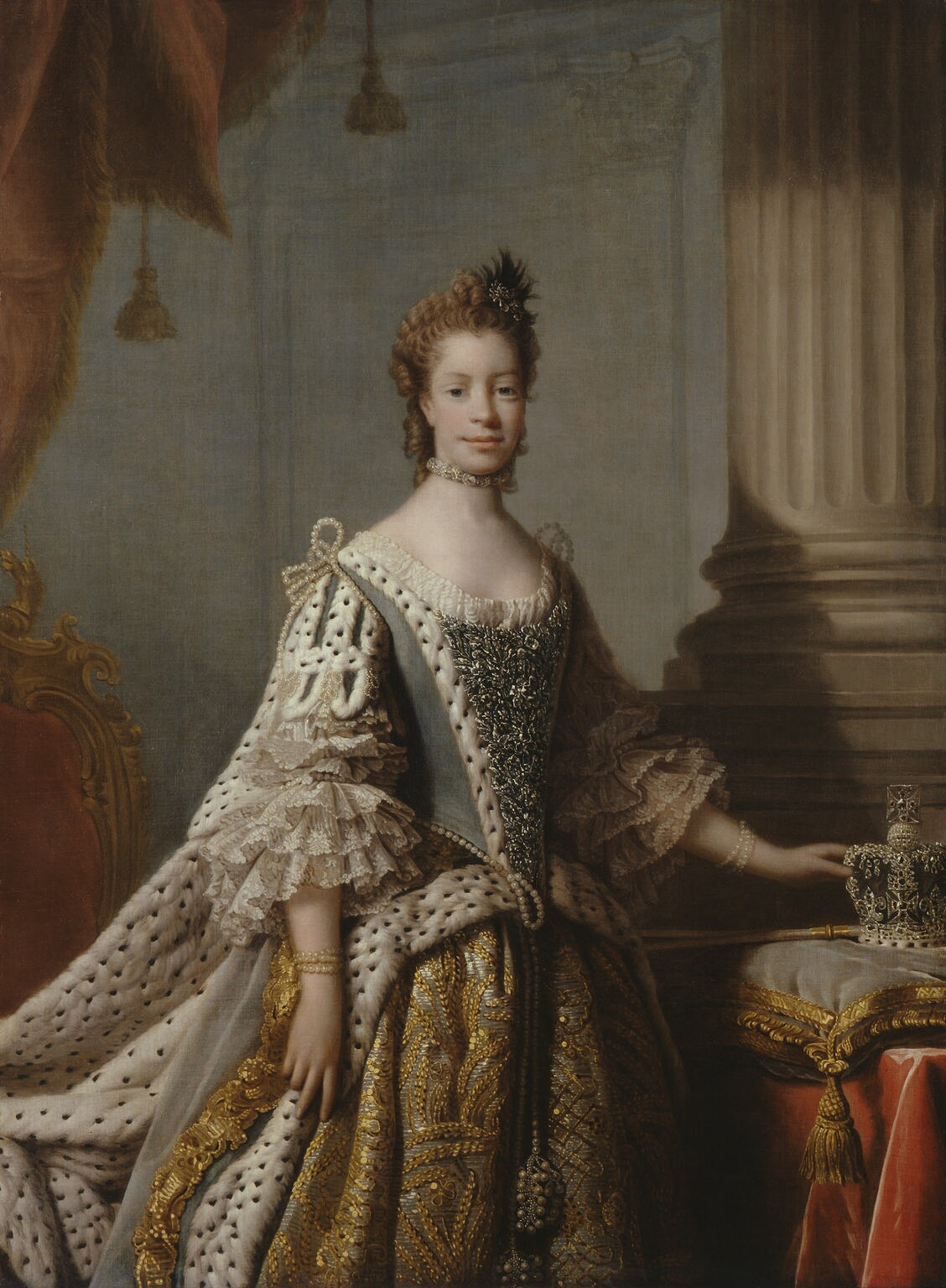
アラン・ラムゼーの工房作の王妃シャーロット(1861/1862) ナショナル・ポートレート・ギャラリー、ロンドン
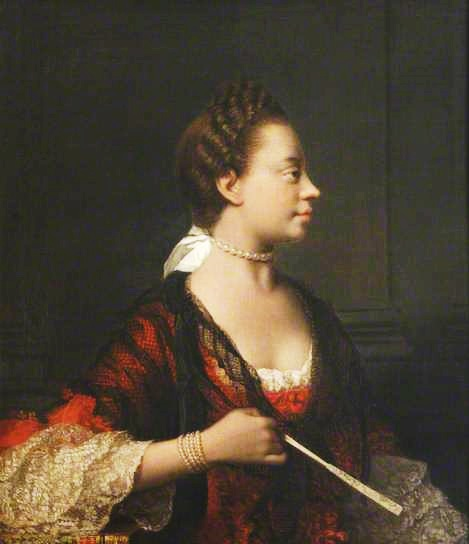
アラン・ラムゼーの王妃シャーロット(c.1784) St John's College
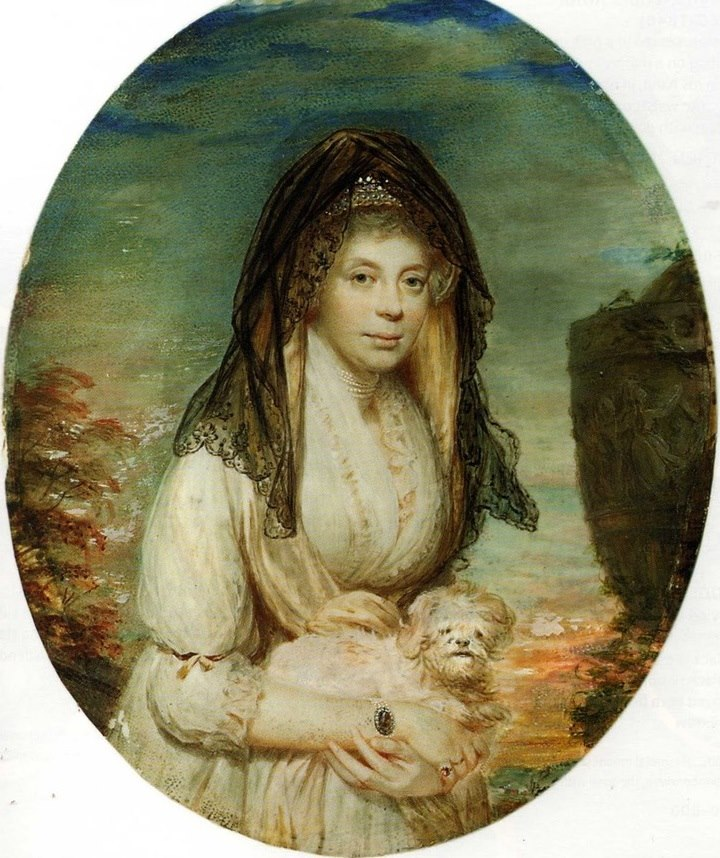
ウィリアム・ビーチーの原画による王妃シャーロット
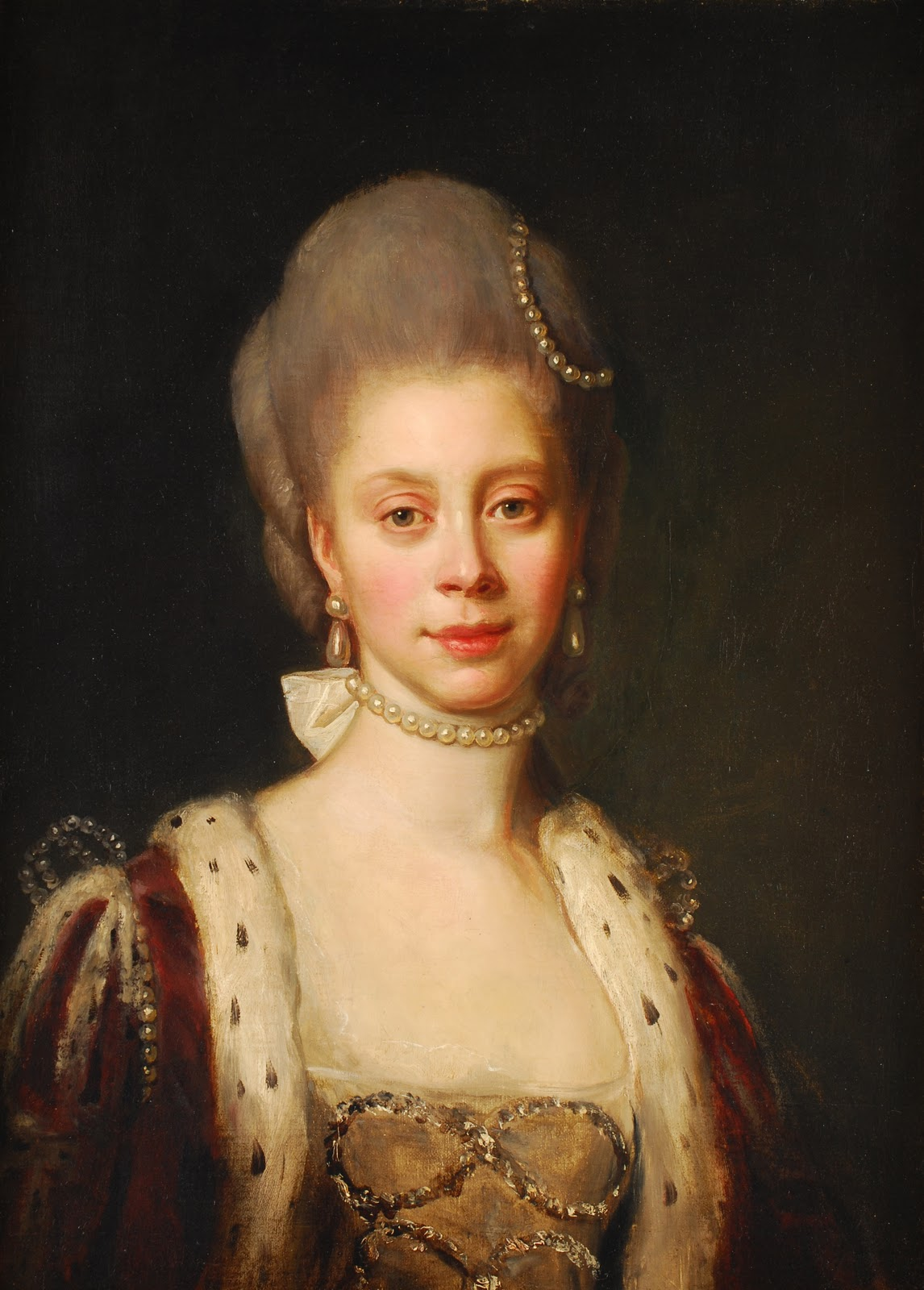
ナサニエル・ダンス＝ホランドの王妃シャーロット